# Vlaardingen-Holy
Vlaardingen-Holy is een gebied in Vlaardingen dat in de jaren 60 van de 20e eeuw is bebouwd. Oorspronkelijk een enkele nieuwbouwwijk, omvat het gebied door vergaande uitbreiding een derde van de bebouwde oppervlakte van de stad. Deze uitbreiding werd mede veroorzaakt door de ontdekking van grote hoeveelheden verontreinigd havenslib in de Broekpolder, het gebied waar oorspronkelijk stadsuitbreiding was gepland.
Vlaardingen-Holy is het deel van Vlaardingen ten noorden van de A20 en is genoemd naar de vroegere Ridderhofstad Holy, rond de voormalige hoeve "Holiërhoek" aan de Holyweg. Aan de oostkant van de wijk ligt sinds 2015 de A4.
In de wijk bevindt zich het eindpunt van RET tramlijn 1. Deze lijn is aangelegd langs een traject dat was vrijgehouden voor de zogenaamde Europaboulevard, een weg die de wijk van oost naar west doormidden zou delen in een Holy-Zuid en Holy-Noord. Aan het eind van de jaren zeventig van de 20e eeuw werd dit plan naar de prullenbak verwezen en ontstond het plan voor een sneltram, dat ongeveer 25 jaar later werd gerealiseerd. Buslijn 56 en 156 verbinden Holy met station Vlaardingen Oost, het centrum en de Westwijk.
Van 1965 tot 2009 bevond zich ten noorden van de A20 aan de rand van Holy-Zuid het Holy ziekenhuis. 
De scheiding tussen Holy-Zuid en Holy-Noord is nu nog terug te vinden in de postcodes: Holy-Zuid heeft postcode 3136, Holy-Noord 3137. In de wijkindeling is dit ook terug te vinden. Namelijk wijk 6 is Holy-Zuid en wijk 7 is Holy-Noord.
In de Vlaardingse volksmond wordt de wijk meestal 'de Holy' genoemd.

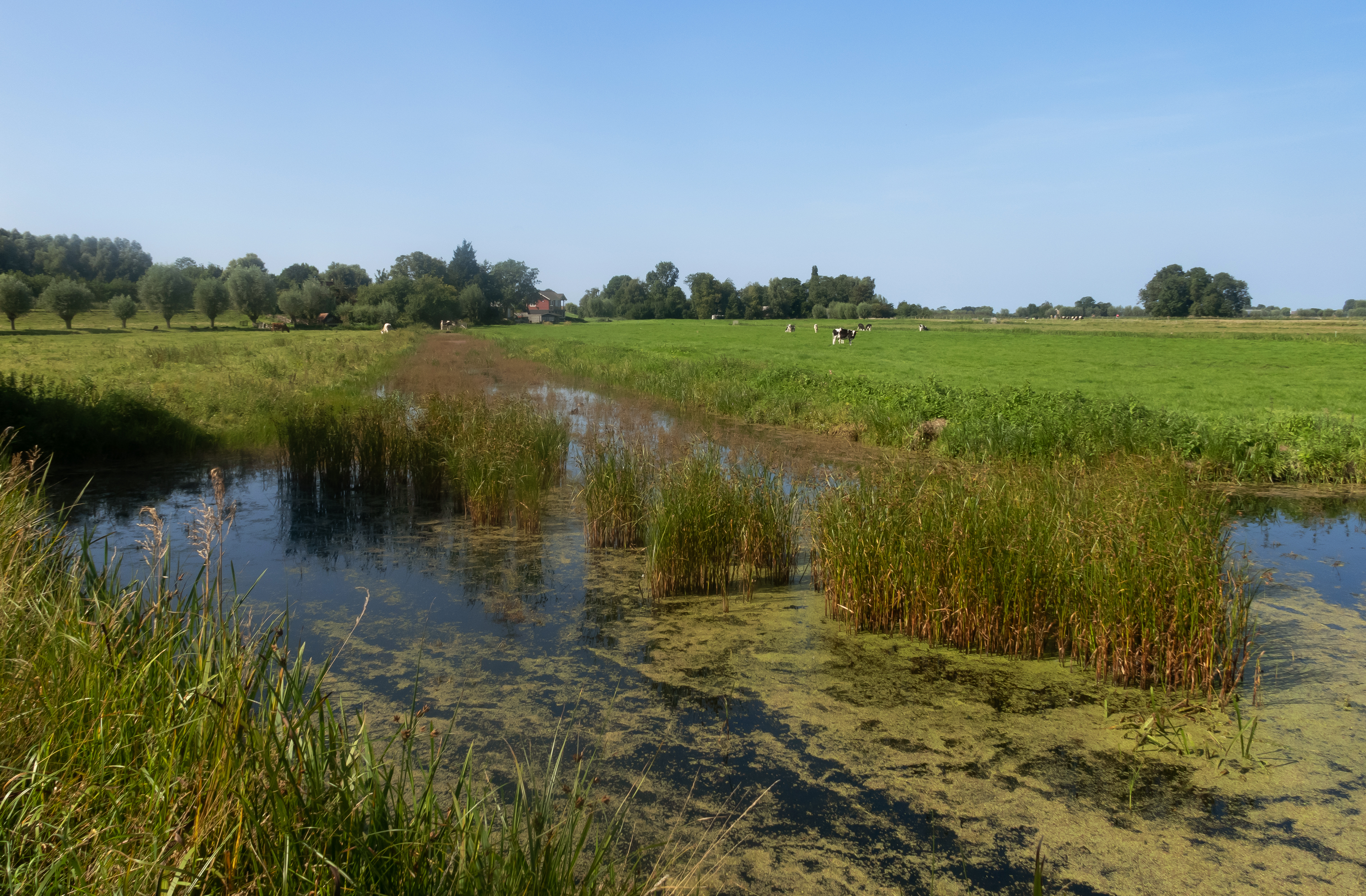
Zicht op grasland vanaf de Holyweg

Stad: Vlaardingen

Wijken: Centrum · Holy · Oostwijk · Vlaardingerambacht · Westwijk

Buurtschap: Zuidbuurt

Zuid-Holland: Steden en dorpen      Nederland: Provincies · Gemeenten